# Actaea pachypoda
Pour les articles homonymes, voir Actée.
Actée à gros pédicelles
Espèce
Classification phylogénétique
Actaea pachypoda est une plante herbacée pérenne de la famille des Ranunculaceae originaire de l'est de l'Amérique du Nord et connue sous le nom d'Actée à gros pédicelles, d'actée blanche, ou de "doll's eye" (œil de poupée) en raison de la forme de ses fruits vénéneux.

## Description

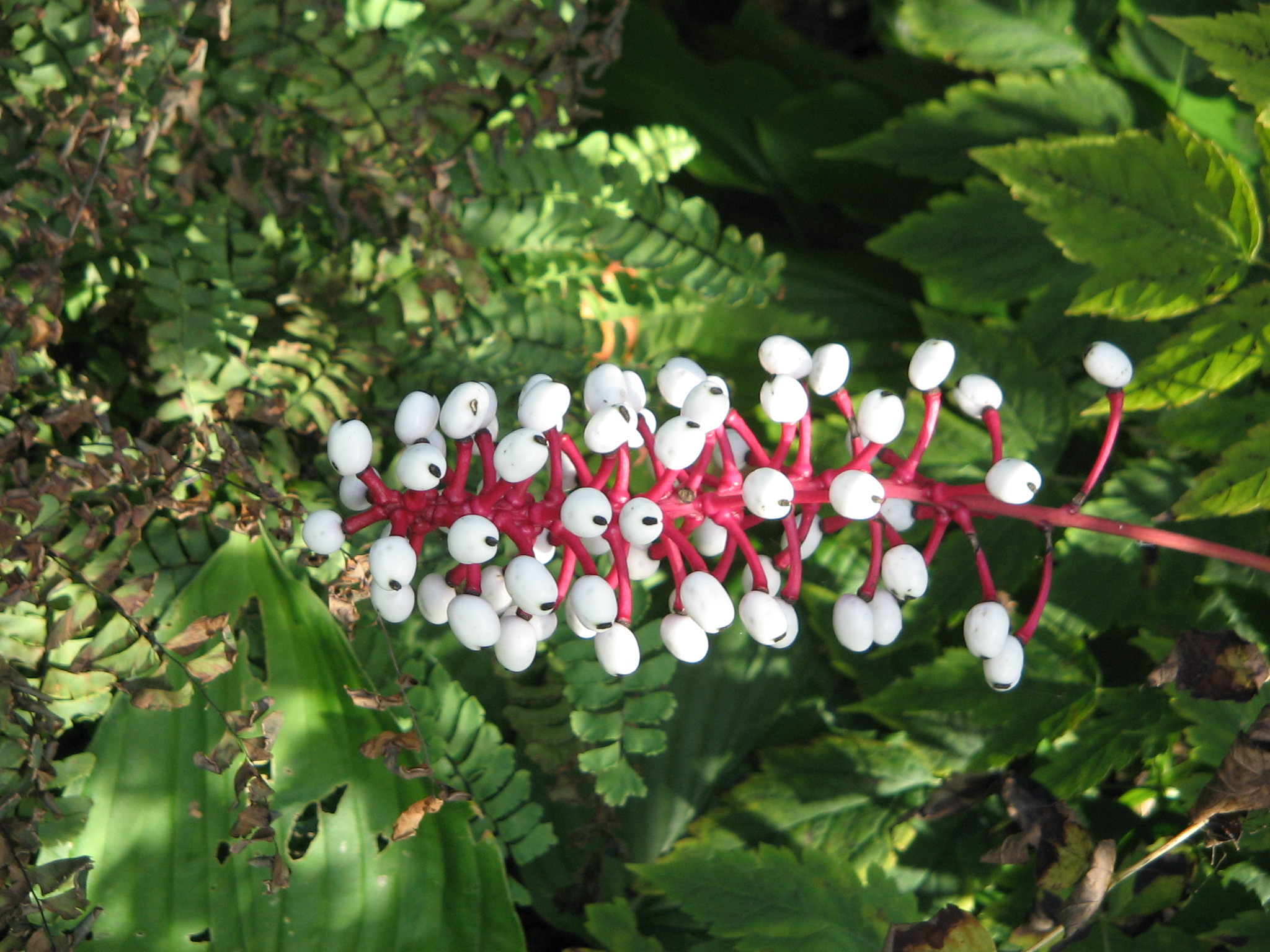
Fruits

Elle atteint une hauteur de 30 à 40 centimètres. Ses feuilles sont pétiolées, ternées, à divisions uni-bipennées. Ses folioles ovales sont très découpées, à lobes et dents aigus. Elle fleurit au printemps (une semaine après l'Actaea rubra) et donne des fruits en grappes oblongue-allongée de 7 à 12 centimètres. Les fruits sont blancs à graines peu nombreuses, portés sur des pédicelles rouges/magenta, pleins et épaissis (de même diamètre que le pédoncule principal). Ces baies constituent la partie la plus toxique de la plante : elles contiennent une forte concentration de toxines cardiogéniques qui peuvent avoir un effet sédatif immédiat sur les tissus du muscle cardiaque humain, l'ingestion des baies pouvant conduire à un arrêt cardiaque et à la mort. Les baies sont inoffensives pour les oiseaux qui en sont les principaux disséminateurs.
Elle a été communément appelée, à tort, Acteae alba dans les flores de l'Amérique. Il est maintenant certain que le type de l'Actaea alba était une plante à fruits blancs et à pédicelles grêles, venant de quelque part autour du golfe Saint-Laurent.

## Habitat
L'Actaea pachypoda aime les sols calcaires et les sous-bois. En culture, elle requiert une exposition ombragée à mi-ombragée et un sol riche, bien drainé mais arrosé régulièrement.
Au Québec, l'Actaea pachypoda est présente dans l'ouest et le centre. Elle est absente autour du golfe Saint-Laurent.

## Culture
Actaea pachypoda est cultivé comme plante ornementale, dans les jardins traditionnels et naturels .
Il a besoin d'une ombre partielle ou complète, d'un sol limoneux riche et d'une eau régulière avec un bon drainage pour reproduire son habitat naturel.

## Toxicité
Les baies  et la plante entière sont considérées comme toxiques pour l'homme. Les baies contiennent des toxines cardiogéniques qui peuvent avoir un effet sédatif immédiat sur le tissu musculaire cardiaque humain et constituent la partie la plus toxique de la plante. L'ingestion de baies peut entraîner un arrêt cardiaque et la mort.
Les baies sont inoffensives pour les oiseaux, les principaux disperseurs de graines de la plante.

## Synonyme
- Actaea alba auct. non (L.) Mill., à ne pas confondre avec Actaea alba (L.) Mill.

## Culture populaire
Cette plante est citée dans le film Minority Report : une version génétiquement modifiée intoxique le héros lorsqu'il pénètre dans le jardin du docteur Iris Hineman.
Elle est également présente sur un serveur Minecraft, Paladium.
Elle est également utilisée pour empoisonner un personnage dans la série Slasher, saison 2